# Osiedle Kaliskie

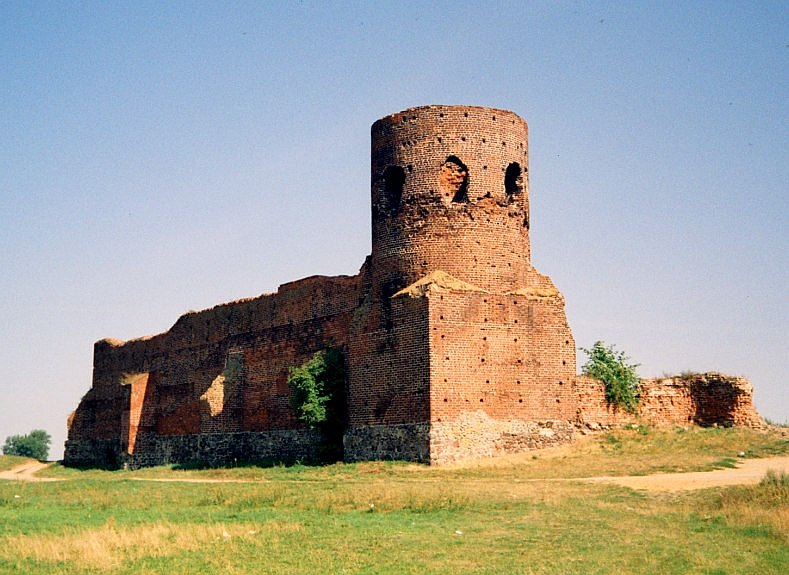
Ruiny zamku

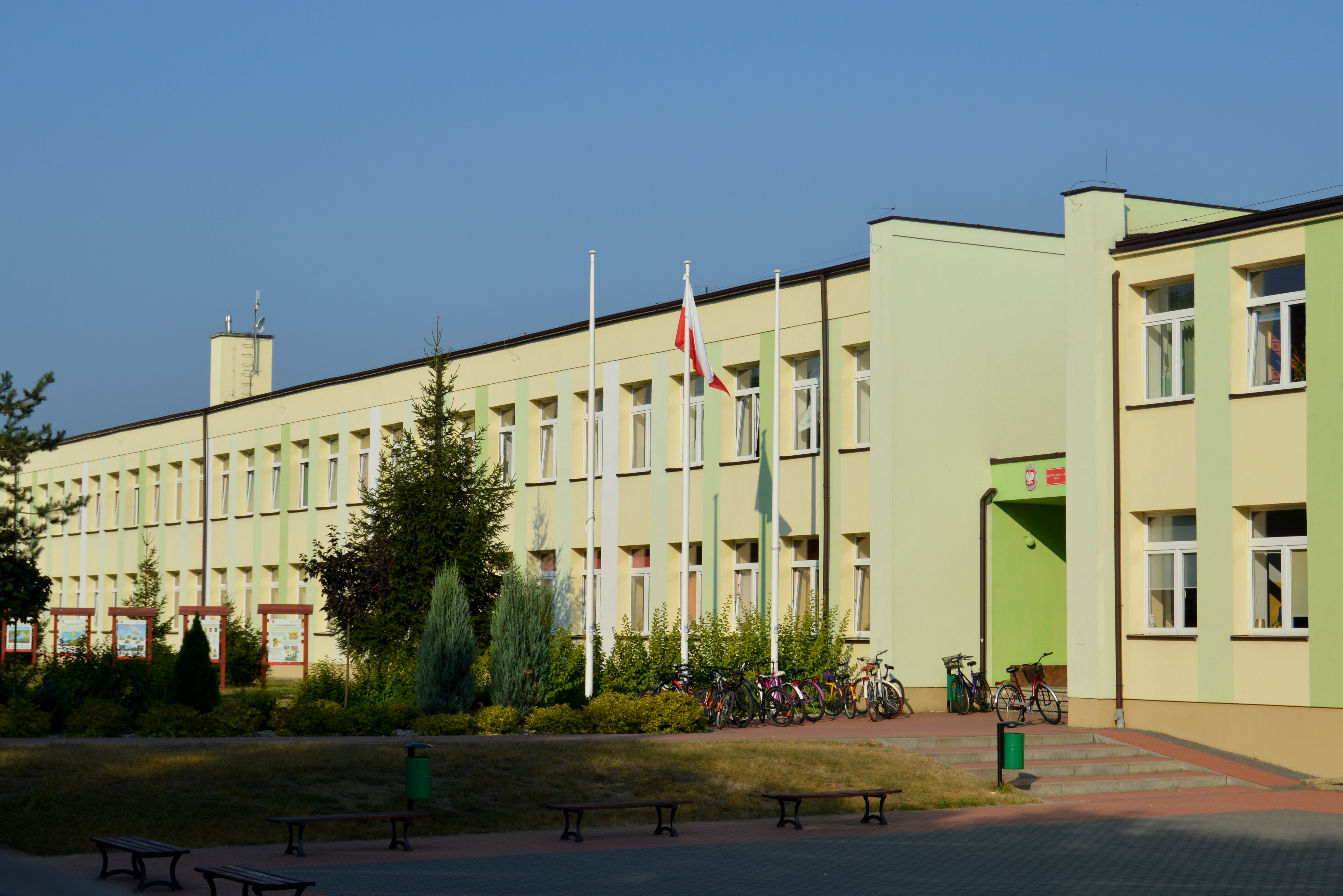
Budynek Szkoły Podstawowej nr 2 im. Adama Mickiewicza

Osiedle Kaliskie – osiedle w mieście Koło, położone w jego południowej części, na lewym brzegu rzeki Warty. Zamieszkiwane w 2004 roku przez 1713 mieszkańców.

## Granice administracyjne
Granice osiedla wyznacza rzeka Warta (północną i wschodnią) oraz granice administracyjne miasta Koła (południową i zachodnią). Osiedle Kaliskie graniczy z osiedlami Przedmieście Warszawskie oraz Stare Miasto, a także miejscowościami Ruszków Drugi, Gozdów i Straszków położonymi w gminie Kościelec.
Administracyjnie osiedle położone jest na terenie dwóch parafii rzymskokatolickich. Niemal cały obszar przynależy do kolskiej parafii Podwyższenia Krzyża Świętego, jedynie mieszkańcy ul. Żytniej należą do parafii Trójcy Świętej w Dobrowie.

## Historia
Od najdawniejszych czasów obecne osiedle Kaliskie położone było w granicach administracyjnych miasta Koła. Już w XIV wieku, nad brzegiem rzeki Warty, wybudowano tutaj potężną gotycką budowlę – zamek obronny. Jest pewne, że już w 1540 roku istniał tutaj drewniany kościół Świętego Wawrzyńca, stojący przy drodze do Kościelca. W pobliżu świątyni zlokalizowano także – istniejący do dziś – cmentarz grzebalny. Od połowy XIX wieku na terenie osiedla istniał także cmentarz dla kolskich wiernych wyznania ewangelicko-augsburskiego. W 1908 roku na terenie cmentarza rzymskokatolickiego ks. kanonik Edward Narkiewicz konsekrował neogotycką kaplicę Przemienienia Pańskiego. W pierwszej połowie XX wieku otwarto szpital miejski.
Po II wojnie światowej nastąpił gwałtowny rozwój osiedla. Zaczęło powstawać osiedla przy drogach przyległych do ul. Poniatowskiego i ul. Lewakowa i Nosuli (obecna Bogumiła). 1 lutego 1961 do nowego gmachu wprowadziła się, założona w 1914 roku, Szkoła Podstawowa nr 2 (wówczas nr 4), w którym mieści się do dziś. Po powodzi w 1979 roku w południowej części osiedla utworzono sztuczny Zalew Ruszkowski na rzeczce Teleszynie. W 1995 roku otwarto obwodnicę miasta, przebiegającą przez południowe krańce osiedla. W latach 1999–2017  na osiedlu Kaliskim działało Gimnazjum nr 3. W związku z otwarciem autostrady A2 w 2007 roku wyremontowano ulicę Bogumiła oraz utworzono Rondo Świętego Bogumiła.

## Obiekty
W obrębie osiedla znajdują się m.in.:
- ruiny zamku z XIV wieku
- kaplica Przemienienia Pańskiego z 1908 r.
- cmentarz rzymskokatolicki
- cmentarz ewangelicki
- Szkoła Podstawowa nr 2
- Państwowy Dom Pomocy Społecznej dla Dorosłych
- szpital powiatowy
- Lasek komunalny przy ulicy Poniatowskiego i scena koncertowa

## Ulice
Osiedle Kaliskie obejmuje ulice:
| - Akacjowa - Józefa Bema - Bogumiła - doktora Bernarda Buszy - Cicha - Cisowa - Jarosława Dąbrowskiego - Harcerska - Jaśminowa - Kasztanowa - Kazimierza Wielkiego - Krańcowa - Kręta - Leśna - Lipowa - Miłosna - Południowa | - Józefa Poniatowskiego - Powstańców 1863 r. - Północna - Michała Rawity Witanowskiego - Słoneczna - Spokojna - Straszkowska - Szpitalna - Świerkowa - Topolowa - Wiatraczna - Wesoła - Wierzbowa - Wrzosowa - Zamkowa - Żytnia |